# Пидмонт (Оклахома)
Пидмонт (англ. Piedmont) — город в округах Кингфишер и Канейдиан в американском штате Оклахома. По данным переписи населения США 2020 года, численность населения составляла 7402 человека.

## Население
| 2010 | 2020  |
| ---- | ----- |
| 5720 | ↗7402 |